# Euphaedra (Euphaedrana) preussiana
Euphaedra (Euphaedrana) preussiana es una especie de  Lepidoptera, de la familia Nymphalidae,  subfamilia Limenitidinae, tribu Adoliadini, pertenece al género Euphaedra, subgénero (Euphaedrana).

## Subespecies
- Euphaedra (Euphaedrana) preussiana preussiana
- Euphaedra (Euphaedrana) preussiana protea (Hecq, 1983)
- Euphaedra (Euphaedrana) preussiana robusta (Hecq, 1983)

## Localización
Esta especie de Lepidoptera y las subespecies se encuentran localizadas en Camerún, Zaire y Nigeria (África). 